# Хайнерпетон
Хайнерпетон (лат. Hynerpeton) — род примитивных стегоцефалов, включающий единственный вид — Hynerpeton bassetti. Существовал в конце девонского периода (364,7—360,7 млн лет назад).

## История изучения

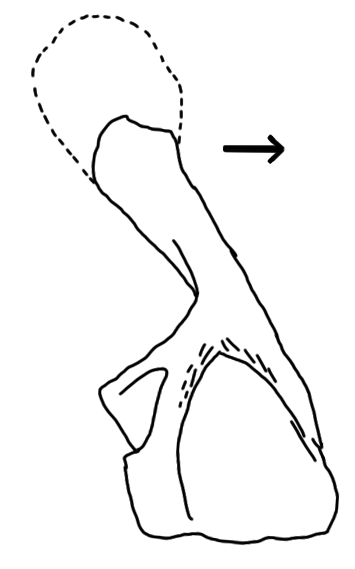
Левый энхондральный плечевой пояс голотипа (ANSP 20053) в медиальном виде

Ископаемые остатки вида были найдены в 1993 году палеонтологами Тэдом Дэшлером и Нилом Шубиным рядом с Хайнером (штат Пенсильвания, США).

## Описание
Длина хайнерпетона составляла 2 м, плечи довольно мощные, на конечностях 8 пальцев.
Лёгкие, вероятно, были мешковидными, но слишком примитивны для того, чтобы осуществлять через них газообмен, как это делают рептилии, птицы и млекопитающие. Дышал хайнерпетон слизистой оболочкой рта. 

## В культуре
Хайнерпетон показан в телесериале «Прогулки с монстрами», где выглядит слишком прогрессивным для тетраподоморфа. В фильме на него охотится лопастепёрая рыба гинерия.